# Slap touw

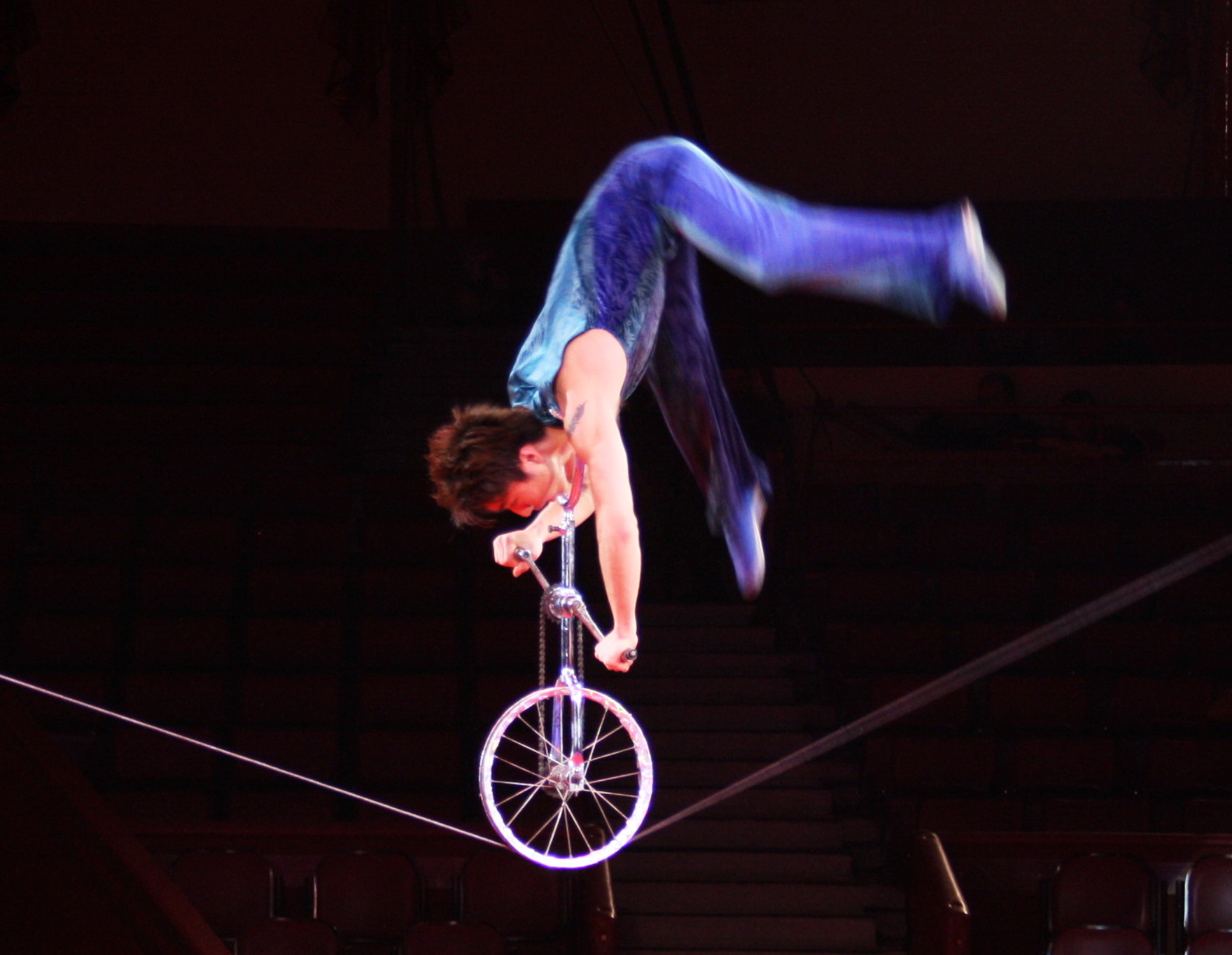
Circusact op een slap touw

Het slap touw (ook wel 'het slappe koord' genoemd) is een circusdiscipline, een vorm van koorddansen waarbij in tegenstelling tot het strak koord, het touw of de kabel niet gespannen staat, maar in een boog omlaag hangt.
Als touw kunnen verschillende varianten koord gebruikt worden. Het meest voorkomend zijn een plat touw met een breedte van ongeveer vier centimeter of een rond gevlochten touw.
Het grote verschil in moeilijkheid tussen slap en strak is, dat men bij een strak koord enkel het eigen lichaam in evenwicht hoeft houden en dat men bij het slappe koord ook de bewegingen van het touw moet compenseren.
Veelal worden op het slappe touw ook andere oefeningen vertoond zoals jongleren of acrobatiek.